# パラレル同窓会
『パラレル同窓会』（パラレルどうそうかい）は、藤子・F・不二雄（発表時は藤子不二雄名義）の読み切り漫画作品。『ビッグゴールド』（小学館）NO.4（1979年11月05日発行）掲載。
本作品を表題とする中央公論社の愛蔵版『SF全短篇』第3巻、『征地球論』に収録。

## あらすじ
極東物産社長、高根望彦53歳。いわゆる人生の勝利者。望む物はすべて手中に収めたが、今にして思うと満たされぬ思いがあった。そして自宅に帰るとつかの間に誰にも見せる気のない小説を書いていた。そして、ある日いつもの様に小説を書いていて、ふと見ると『パラレル同窓会』という謎の会の知らせの手紙が置いてあった。日時はその時、場所はその所と書いてあるだけだった。その時、何かが弾けたような音がしたが、異常はない。しかし、その次の日に…。

## パラレル同窓会
生まれる時は一つだったが、選択を変えたり、あるきっかけで枝分かれしたパラレルワールドの自分とは決して出会うことはないが、一生に一度、来たがらない者、亡くなった者を除いた全員の自分が一堂に集まる会。他にも誰かと折り合いがつき、世界を変えて選択の失敗を救済するのも目的である。その時が来ると、潜在的な記憶を包んでいた硬い膜が割れ、入り口が現れる。

## 登場人物

### 現実世界
高根望彦（たかねもちひこ）
小説家をめざしていた、極東物産社長。幹事の高根望彦の勧めでパラレル同窓会に出席。ライバルの郷を10年掛け極東物産から追い出した。若き頃は理想に燃える学生運動家だった。
郷（ごう）
作中には名前のみ登場し容姿は不明。高根望彦とはかつてライバル関係だった。
郷咲子（ごうさきこ）
旧姓は森山。46歳。現在は郷の妻だが元は高根の恋人だった。定年目前で失職した郷のことを相談しに極東物産を訪れる。年齢とは裏腹に若く美しい容姿である。

### パラレル同窓会の出席者
幹事の高根望彦
作中の一週間前にその時を自覚したため幹事になった。現実世界の高根望彦と同じく極東物産社長。パラレル同窓会などの語り役。現実の高根望彦に最も近い存在。
窓際族の高根望彦
現実世界の高根望彦と同じく極東物産に勤めているが社長ではなく窓際族。現実の高根望彦が社長だと知るといろいろ汚い手を使ったんだと誤解した。
元極東物産の高根望彦
現実世界の高根望彦と違い頭が禿げている。郷と婚約した咲子を強引にかっさらい咲子と結婚したが郷に会社から追い出された。
元海外駐在員の高根望彦
海外駐在員の時に女性と何かあったようだが不明。今は現地で日本人相手に観光ガイドをし働いている。
テロリストの高根望彦
白髭にサングラス姿。学生運動の頃の理想を捨てずにいた。今はベイルートのテロリストのリーダー。現実世界の高根望彦を裏切り者と呼ぶ。
死刑囚の高根望彦
サド趣味が高じてしまい殺人鬼になってしまった。現実世界の高根望彦と無理やり取り替えようとした。
作家の高根望彦
作中の高根望彦の中で唯一夢を叶えて作家になったが原稿は売れずほとんど肉体労働で生活している。